# Winden im Elztal
Pour les articles homonymes, voir Winden.
Winden im Elztal est une commune de Bade-Wurtemberg (Allemagne), située dans l'arrondissement d'Emmendingen, dans le district de Fribourg-en-Brisgau.